# فینال ای‌اف‌سی کاپ ۲۰۲۲
فینال ای‌اف‌سی کاپ ۲۰۲۲ مسابقه فینال نوزدهمین دوره ای‌اف‌سی کاپ است که در سال ۲۰۲۲ برگزار می‌شود.